# وحدة العناية التاجية

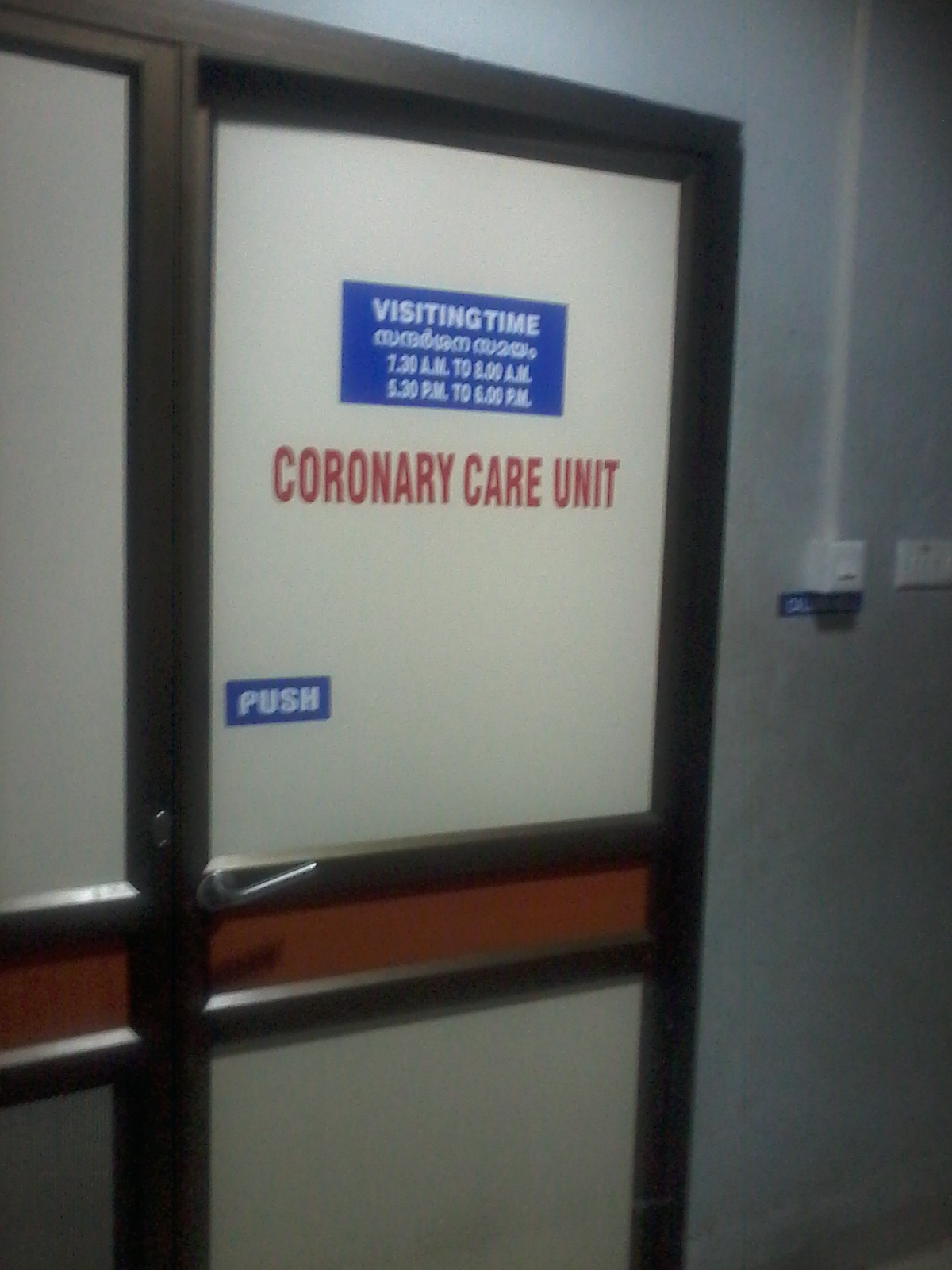
باب وحدة عناية قلب مركزة

وحدة العناية التاجية (بالإنجليزية: coronary care unit)‏ أو وحدة عناية القلب المركزة (بالإنجليزية: Cardiac intensive care unit)‏ هي وحدة صحية متخصصة في العناية بمرضي الأزمات القلبية والذبحة الصدرية واضطراب نظم قلبي وغيرها من أمراض القلب التي تتطلب متابعة وعلاج دائم.

## المميزات
تعد أهم ميزة لوحدة العناية التاجية هي امكانية القياس عن بعد والمتابعة الدائمة لإيقاع ضربات القلب عن طريق تخطيط كهربائية القلب ECG.
هذه الميزة بدورها تتيج التدخل السريع سواء بالعلاج أو تقويم نظم القلب أو مزيل الرجفان لتحسين مآل الحالة، ونظرا لوجود اضطراب نظم قلبي في معظم مرضي القلب، فإن المرضي المصابون بالذبحة الصدرية عادة ما يتم حجزهم داخل هذه الوحدة.

## استخدام
في الولايات المتحدة، استأثرت الظروف القلبية بثمانية من ثمانية عشر من الشروط والإجراءات ذات الاستخدام العالي لوحدة العناية المركزة (استخدام وحدة العناية المركزة في أكثر من 40٪ من الإقامات) في عام 2011.

## الاختلافات المحلية
في الولايات المتحدة، وحدات الرعاية التاجية هي عادة مجموعات فرعية من وحدات العناية المركزة (ICU) مكرسة لرعاية مرضى القلب ذوي الحالات الحرجة. هذه الوحدات موجودة عادة في المستشفيات التي تشارك بشكل روتيني في جراحة القلب والصدر. وتعتبر المراقبة مثل القسطرة الشريانية الرئوية أمرًا شائعًا، وكذلك الطرق الداعمة مثل التهوية الميكانيكية ومضخات البالون الأبهري (IABP).
بعض المستشفيات، مثل جامعة جونز هوبكنز، تحتفظ بوحدات مختلطة تتكون من وحدات رعاية حادة لكل من وحدات العناية الحرجة والوحدة للمرضى غير الحاصلين على العلاج.

### الرعاية التاجية الحادة
وحدات الرعاية التاجية الحادة (ACCUs)، وتسمى أيضا «وحدات الرعاية التاجية الحرجة» (CCCUs)، تعادل الرعاية المركزة في مستوى الخدمة المقدمة. المرضى الذين يعانون من احتشاء عضلة القلب الحاد، صدمة قلبية، أو مرضى القلب المفتوح بعد الجراحة عادة ما يبقون هنا.

### الرعاية التاجية تحت الحادة
وحدات الرعاية التاجية تحت الحاد (SCCUs)، وتسمى أيضا وحدات الرعاية التدريجية (PCUs)، ووحدات الرعاية التاجية المتوسطة (ICCUs)، أو الوحدات التدريجية، توفر مستوى من الرعاية المتوسطة إلى وحدة العناية المركزة ووحدة الرعاية الطبية العامة. هذه الوحدات تخدم عادة المرضى الذين يحتاجون إلى قياس القلب عن بعد، مثل أولئك الذين يعانون من الذبحة الصدرية غير المستقرة.